# Robert Reinick
Robert Reinick (ur. 22 lutego 1805 w Gdańsku, zm. 7 lutego 1852 w Dreźnie) – niemiecki malarz, poeta, do 1825 mieszkał w Gdańsku.
Do utworów poety, muzykę komponowali m.in. Franz Schubert, Robert Schumann, Johannes Brahms.
Patronował ulicy wytyczonej w 1904 lub 1905 roku w Gdańsku-Wrzeszczu (nazwa powojenna Robert-Reinick-Weg: Saperów). Jest jedną z nielicznych uliczek Dolnego Wrzeszcza, która w dużej części zachowały swój przedwojenny charakter: stylową zabudowę jednorodzinną i brukowaną jezdnię. Sąsiedztwo parku i Strzyży sprawiają, że jest to jeden z najurokliwszych zakątków Wrzeszcza.